# Costus eburneus
Costus eburneus är en enhjärtbladig växtart som beskrevs av Meekiong, Muliati och Tawan. Costus eburneus ingår i släktet Costus och familjen Costaceae. Inga underarter finns listade.